# Yalova (district)
Yalova is een Turks district in de provincie Yalova en telt 102.871 inwoners (2007). Het district heeft een oppervlakte van 166,9 km². Hoofdplaats is Yalova.
De bevolkingsontwikkeling van het district is weergegeven in onderstaande tabel.
| 1997   | 2000   | 2007    |
| ------ | ------ | ------- |
| 91.178 | 86.091 | 102.871 |

Yalova behoorde oorspronkelijk binnen de grenzen van de stad Istanbul, maar is nu een aparte stad. Yalova werd getroffen door de aardbeving van 1999. Een bezienswaardigheid is de 'Termal'. Dit is een bron voorzien van badhuizen die zich op 7 kilometer van Yalova bevinden. De Termal' werd vaak bezocht door Kemal Atatürk, op het terrein bevindt zich een presidentieel huis. De bronnen zijn gebruikt door de oude Grieken, Byzantijnen en de Ottomanen.
Altınova · Armutlu · Çiftlikköy · Çınarcık · Termal · Yalova